# Pavlov I
Pavlov I è un importante sito archeologico nei pressi del villaggio moravo di Pavlov in Repubblica Ceca.

## Descrizione
Pavlov I era un grande insediamento all'aperto risalente a circa 30 000 anni dal presente (BP - Before Present in inglese, nella Moravia meridionalea a 20 km a sud di Brno, alla periferia dell'attuale comune di Pavlov.
Tra il 1952 e il 2015, l'accampamento di cacciatori è stato oggetto di scavi archeologici e analisi in numerose campagne. L'eccezionale densità di reperti e le numerose varianti locali nei manufatti litici e faunistici sono insolite; oltre alle incisioni figurative e decorative in avorio, il sito ha fornito la più antica testimonianza di produzione di ceramica, oltre a corde e nodi preistorici.
Parte dei reperti sono oggei esposti al Museo Archeopark di Pavlov, inaugurato nel sito nel 2016.